# Принцесса-квотербек
«Принцесса-квотербек» (англ. Quarterback Princess) — художественный фильм США 1983 года.

## Синопсис
Семья Мэйда переехала в Орегон, их дочь Тэми хочет играть квотербеком в школьной футбольной команде. Есть только одна проблема: Тэми — девушка. Все, начиная с тренера и заканчивая соседом, настроены против неё. А она твёрдо намерена доказать, что не только умеет играть в футбол, но даже способна выиграть в первенстве штата.

## В ролях
| Актёр          | Роль        |
| -------------- | ----------- |
| Дон Мюррэй     | Ральф Мэйда |
| Барбара Бэбкок | Джуди Мэйда |
| Дэна Элкар     | м-р Кейн    |
| Джон Стокуэлл  | Скотт Мэсси |
| Дафна Зунига   | Ким Мэйда   |
| Хелен Хант     | Тэйми Мэйда |
| Тим Роббинс    | Марвин      |

## Факты о фильме
- Фильм снят на основе реальных событий.
- Одни из первых ролей будущей голливудской звезды Тима Роббинса.

## Даты выхода фильма
- 3 декабря 1983	США